# Doctor Who: Evacuation Earth
Doctor Who: Evacuation Earth est un jeu vidéo d'aventure développé et édité par Asylum Entertainment, sorti en 2010 sur Nintendo DS.

## Accueil
- Adventure Gamers : 3,5/5[1]